# Эта весёлая планета
«Эта весёлая планета» — советский фантастический музыкальный комедийный телефильм, вышедший на телеэкраны 31 декабря 1973 года.
Согласно записям режиссёра Юрия Цветкова, за 30 лет фильм был показан в новогоднем эфире около 40 раз.

## Краткое содержание
Инопланетяне с Альфы Центавра прилетают на Землю и попадают на празднование Нового года в клубе одного из советских НИИ в Академгородке.
Инопланетяне уверены, что немедленно станут центром внимания, но, поскольку все в карнавальных костюмах, никакого ажиотажа их появление на праздновании Нового года в Доме культуры не вызывает. Они пытаются доказать своё внеземное происхождение, но им никто не верит. Один молодой астроном пытается довести до собравшихся это экстраординарное событие, но также безрезультатно, да и к тому же он сам глубоко заблуждается, приняв за пришельца изобретателя Прохора, одетого в костюм «вечного двигателя».
Пришельцы лишены эмоций, но, проникнувшись духом «непонятного земного праздника», учатся чувствовать, плакать и любить.
В фильме в разных исполнениях звучат песни Давида Тухманова, который был композитором фильма, — «Наши любимые», «Сердце любить должно», «Белый вальс», «Вечное движение», «Листопад». Музыка песни «Физики и лирики» заимствована из оперетты Имре Кальмана «Марица» (дуэт Зупана и Марицы «Поедем в Вараздин»).

## В ролях
- Виктор Сергачёв — Икс (X), командир инопланетного космического корабля
- Леонид Куравлёв — Игрек (Y), член инопланетного экипажа
- Екатерина Васильева — Зет (Z), член инопланетного экипажа (вокал — Янина Бразайтене)
- Савелий Крамаров — Прохор («Вечный двигатель»), изобретатель (вокал — Дмитрий Иванов)
- Наталья Крачковская — «Бабочка-огнёвка»
- Владимир Носик — Валерик («Звездочёт»), астроном (вокал — Владимир Мальченко)
- Лариса Барабанова — «Красная Шапочка», жена Валерика (вокал — Татьяна Сашко)
- Александр Вокач — Пал Палыч, пожилой массовик-затейник
- Игорь Кашинцев — «Пират»
- Юрий Дёмин — «Трубочист»
- Михаил Езепов — «Петух», учёный-физик
- Валентин Голубенко — «Илья Муромец» (озвучивание — Роман Филиппов)
- Геннадий Юхтин — «Буратино»
- Елена Максимова — мать Прохора

### Другие участники фильма
По ходу фильма на новогоднем вечере, помимо самих героев, выступают:
- Вокально-инструментальный ансамбль «Песняры» (Леонид Тышко, Леонид Борткевич, Владислав Мисевич, Александр Демешко, Чеслав Поплавский и Владимир Николаев во главе с Владимиром Мулявиным) с песней Давида Тухманова и Игоря Шаферана «Наши любимые»;
- Трио «Ромэн» с цыганской народной песней «Шатрица»;
- Артисты балета Людмила Семеняка и Владимир Тихонов, исполняющие па-де-де (pas de deux) из балета «Спящая красавица».

## Съёмочная группа
- Авторы сценария: Дмитрий Иванов, Юрий Сааков, Владимир Трифонов
- Режиссёры: Юрий Сааков, Юрий Цветков
- Композитор: Давид Тухманов
- Оператор: Константин Петриченко
- Художник: Феликс Ясюкевич
- Звукорежиссёр: Виктор Бабушкин

## История создания

### Подбор актёров
На роль инопланетянки Зет пробовались Ирина Мирошниченко, Ольга Яковлева, Эльза Леждей и Клара Лучко (которой эта роль очень нравилась). В результате утвердили Екатерину Васильеву, снимавшуюся после родов (её сыну на тот момент было 1,5 месяца). На роль Икса пробовались Сергей Мартинсон и Спартак Мишулин; на роль Игрека — Георгий Вицин (утвердили Леонида Куравлёва, который согласился играть с условием, что петь в фильме будет сам); на роль массовика-затейника Пал Палыча — Евгений Моргунов и Зиновий Высоковский. На роль Прохора пробовались Юрий Чернов[уточнить] и Валерий Носик; в результате утвердили Савелия Крамарова, который на съёмках «дурачился от души». Как сказал Леонид Куравлёв: «Нельзя сниматься с собаками и с Крамаровым. Они всё равно переиграют».

### Съёмки
Из-за скудной сметы съёмки картины проходили в коридорах и на складе «Мосфильма». Начальную сцену прибытия инопланетян сняли на задворках студии «Мосфильма», где был бурелом, занесённый снегом. Скафандры актёрам сделали самые примитивные: из серебряной ткани и стеклянных колпаков, с молнией во всю спину (то есть, костюм нельзя было снять в одиночку). Во время съёмок Куравлёв много шутил; так, в перерыве он забежал в соседний павильон, где снимался фильм «Калина красная»; улучив момент, когда Василий Шукшин, отыграв эпизод, отошёл к камере, Куравлёв в «скафандре» сел на его место и слово в слово повторил его речь, причём «заработавшийся» Шукшин не сразу понял, что происходит, а съёмочная группа покатилась со смеху.
Балерина Семеняка устроила крупный скандал из-за пропажи пудреницы, едва не сорвав съёмки. Наталья Крачковская играла в костюме на два размера меньше, чем она сама.[значимость факта?]
По сценарию, музыканты группы «Песняры», стоя у входных дверей, встречали поклонами гостей в маскарадных костюмах. Всё шло хорошо, но когда, по воспоминаниям басиста Леонида Тышко, в дверях появился милиционер, музыканты, не выходя из роли, с поклонами вытолкали его в коридор. Оказалось, что милиционер — актёр массовки. Зал полёг от хохота, но этот эпизод в картину не вошёл — сцену пересняли.
В общей сложности съёмки проходили полтора месяца.
Песню Валерика («Звездочёта») «В стране сказок» исполняет Владимир Мальченко. За Савелия Крамарова в фильме спел сценарист Дмитрий Иванов, за Ларису Барабанову — Татьяна Сашко, а за Екатерину Васильеву должна была петь Алла Пугачёва, но её забраковал Тухманов. Танго исполняет Фёдор Чеханков; имя партнёрши неизвестно.

## Песни
- «Белый танец» — Т. Сашко
- «Наши любимые» (инципит «Не обижайте любимых упрёками…») — Владимир Мулявин и ансамбль «Песняры»
- «В стране сказок» — В. Мальченко
- «Шатрица» — трио «Ромэн»
- «На самой совершенной из планет» — В. Сергачёв и Л. Куравлёв
- «Сердце любить должно» — Я. Бразайтене
- «Песня о вечном движении» — Д. Иванов

Некоторые песни вошли в пластинку Давида Тухманова «Эта весёлая планета» 1974 года.

## На видео
С 1990 года фильм выпускался кинообъединением «Крупный план» на видеокассетах.
В 2000-е годы фильм выпущен на DVD той же компанией со звуком Dolby Digital 5.1 и 1.0, и с русскими субтитрами.